# Zoe (film 2018)
Zoe è un film del 2018 diretto da Drake Doremus e distribuito su Amazon Prime Video.

## Trama
Due colleghi di un laboratorio di ricerca rivoluzionario iniziano uno studio su come migliorare e perfezionare la relazione romantica. Mano a mano che il loro lavoro progredisce, le loro scoperte diventano più profonde.

## Produzione
Il 19 agosto 2016 venne annunciato che Léa Seydoux e Charlie Hunnam avrebbero preso parte ad un film romantico-fantascientifico ancora anonimo e che Drake Doremus lo avrebbe diretto. Successivamente si aggiunsero al cast Theo James e Christina Aguilera. Le riprese sono cominciate l’8 maggio 2017 a Montréal.

## Distribuzione
Il film è stato presentato al Tribeca Film Festival il 21 aprile 2018 e successivamente distribuito dalla piattaforma digitale Amazon.

## Accoglienza

### Critica
Su Rotten Tomatoes ha ottenuto il 32% di recensioni positive, con una media dei voti di 4,30 su 10 basata su 25 critiche, mentre su Metacritic ha un punteggio di 39 su 100 basato su 10 valutazioni.